# John Kynoch
John Marriott Kynoch (* 18. März 1933 in Neuseeland) ist ein ehemaliger britischer Sportschütze.

## Erfolge
John Kynoch, der in Neuseeland aufwuchs und dessen Familie aus Schottland stammt, nahm an den Olympischen Spielen 1972 in München für Großbritannien im Wettbewerb auf die Laufende Scheibe über 50 m teil. Er erzielte insgesamt 562 Punkte und belegte damit hinter Jakiw Schelesnjak und Helmut Bellingrodt den Bronzerang.